# Monte Gelato
Monte Gelato (anche noto come Montegelato) è un'area di interesse naturalistico, archeologico e storico situato nella valle del Treja, nel comune di Mazzano Romano, della Citta' metropolitana di Roma nel Lazio. L'area ricade all'interno del Parco regionale Valle del Treja.

## Geografia fisica

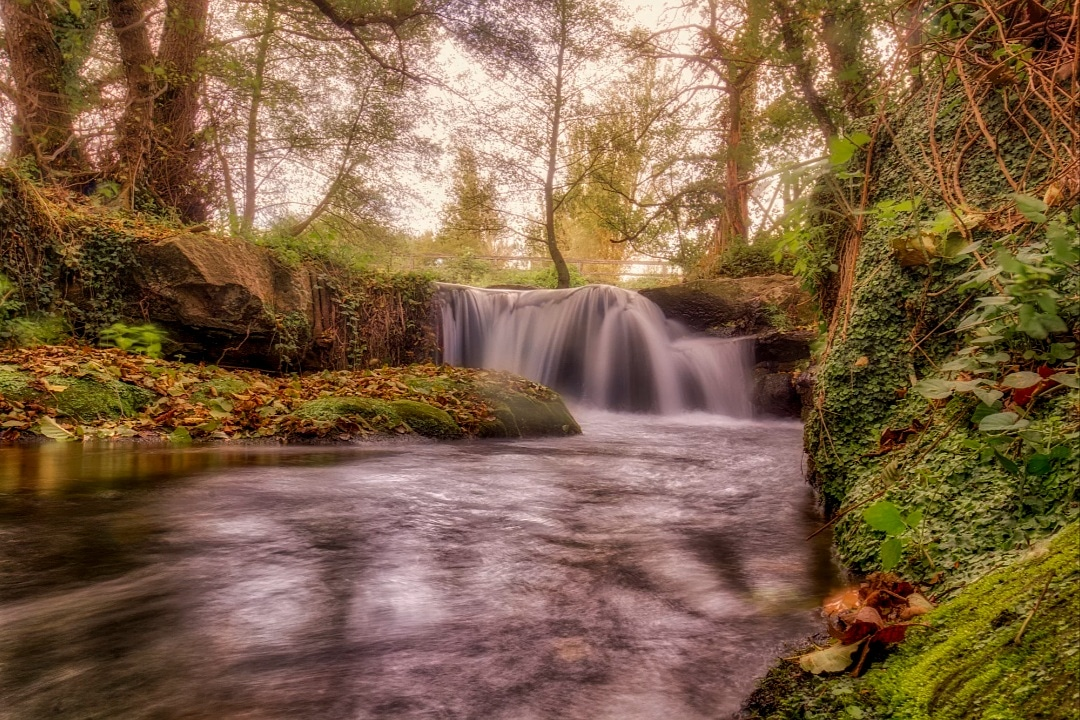
Le cascate di Monte Gelato

In corrispondenza del Monte Gelato, una piccola altura di origine vulcanica, il Treja si divide in una suggestiva successione di piccole cascate in parte naturali e in parte regolamentate da interventi antropici funzionali all'impianto di un mulino.

## Storia

### Epoca romana imperiale
L’area principale dello scavo, posta circa 200 metri a ovest delle cascate, non è attualmente visitabile perché ricoperta dopo le indagini. Qui è stata individuata una importante villa romana costruita in periodo augusteo e rimasta in uso fino alla metà del IV secolo d.C. quando il sito venne rivitalizzato da una piccola comunità paleocristiana forse alle dipendenze della chiesa di S. Croce in Gerusalemme in Roma.
Nell’VIII secolo una precedente chiesetta viene riedificata in dimensioni maggiori, con un piccolo battistero e una circostante area sepolcrale.
Nelle vicinanze si conoscono alcuni ambienti ipogei utilizzati dagli abitanti come stalle e magazzini (tra questi uno a tramezzo).
L’insediamento di questa fase era verosimilmente a capo di uno dei fondi della domusculta Capracorum, nome rimasto in uso nei dintorni di Monte Gelato col toponimo di Crepacore.
I siti di Monte Gelato e del Castellaccio sono stati in parte indagati negli anni Ottanta dall’archeologo Timothy W. Potter della British School at Rome.

### Medioevo
Tra la fine del IX e gli inizi del X secolo le scorrerie dei saraceni nel territorio di Nepi e Baccano sembrano determinare una crisi dell’insediamento di Monte Gelato. Nel X secolo il sito mostra attività di demolizione degli edifici della villa romana e la costruzione di una più ampia chiesa di S. Giovanni de Latregia (ricordata nel Chronicon di Benedetto del Soratte della seconda metà del X secolo come
Sancti Johannis Baptistae iuxta qui dicitur Tarega, cioè presso il Treja). Sul finire dell’XI secolo, con la distruzione della chiesa, il sito venne abbandonato. Mentre l’insediamento cadeva in rovina, sull’altura a sud-est si sviluppò il Castellaccio, chiamato dalle fonti Castrum Capracorum. Tra il XI e il XII secolo questo era fornito di un fossato largo almeno 4 metri e di un muro difensivo, mentre al XII secolo si devono attribuire la torre (4.90x5.90 metri di base) e alcune cavità artificiali.

## Descrizione

### I ruderi del Castellaccio di Monte Gelato
L’ingresso al castello sembra avvenisse da sud-est, dove il fossato pare interrompersi. L’occupazione del castello, in base ai dati attualmente disponibili, dovette cessare alla fine del XIII secolo. In tempi re-
centi una cava di tufo, utilizzata oggi come parcheggio, ha distrutto l’area a sudest del sito.

### La torretta

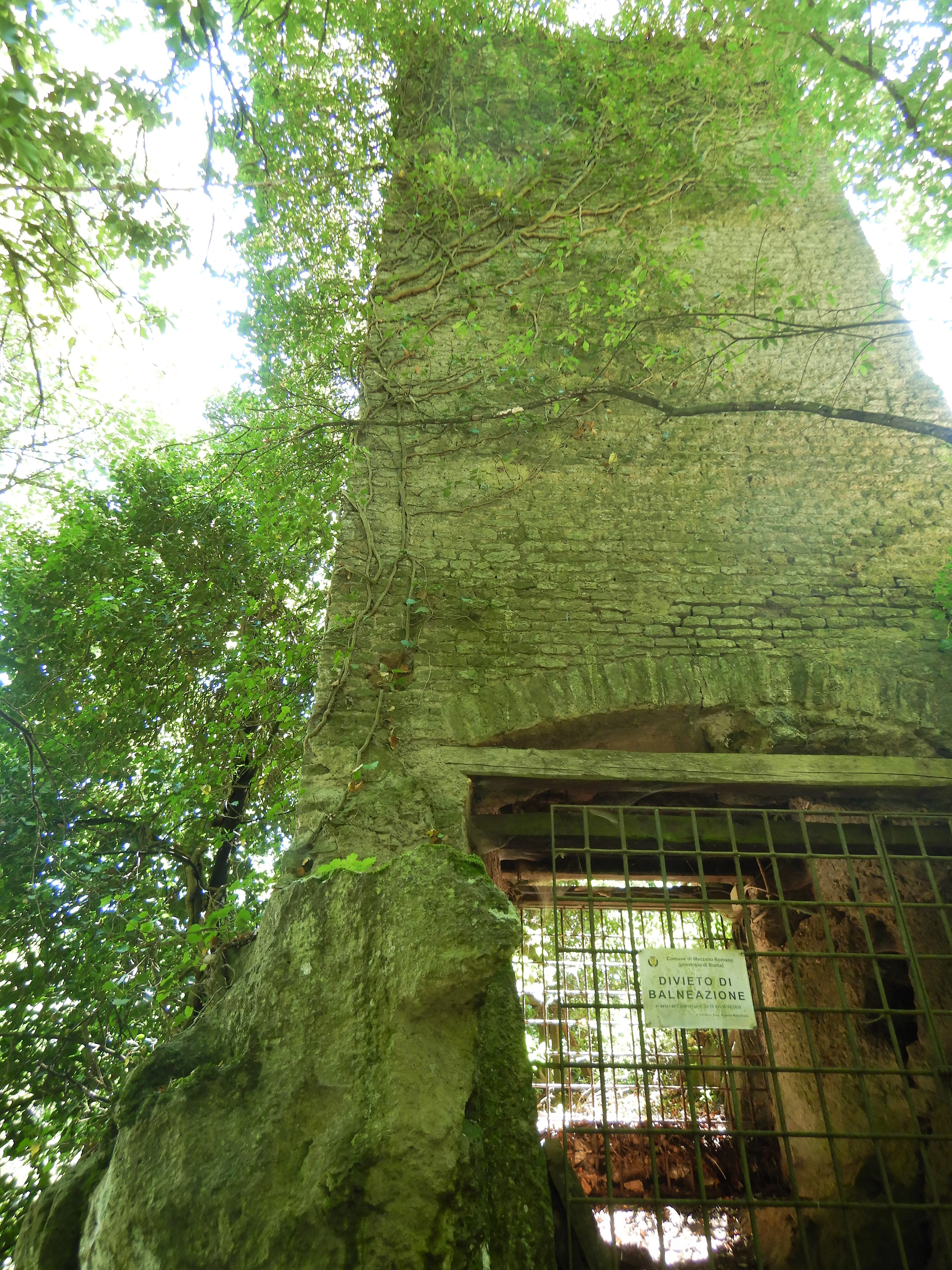
La torretta di Monte Gelato

La torretta è una costruzione a pianta quadrata di circa 8 metri di altezza, costituita da un ambiente sottostante parzialmente scavato nella roccia e un alto vano, originariamente suddiviso in tre livelli sovrapposti, accessibile dal piano della strada asfaltata. La tecnica muraria è del XII secolo e la sua funzione è chiaramente quella di controllo dell’attraversamento del Treja.

### Il mulino ad acqua

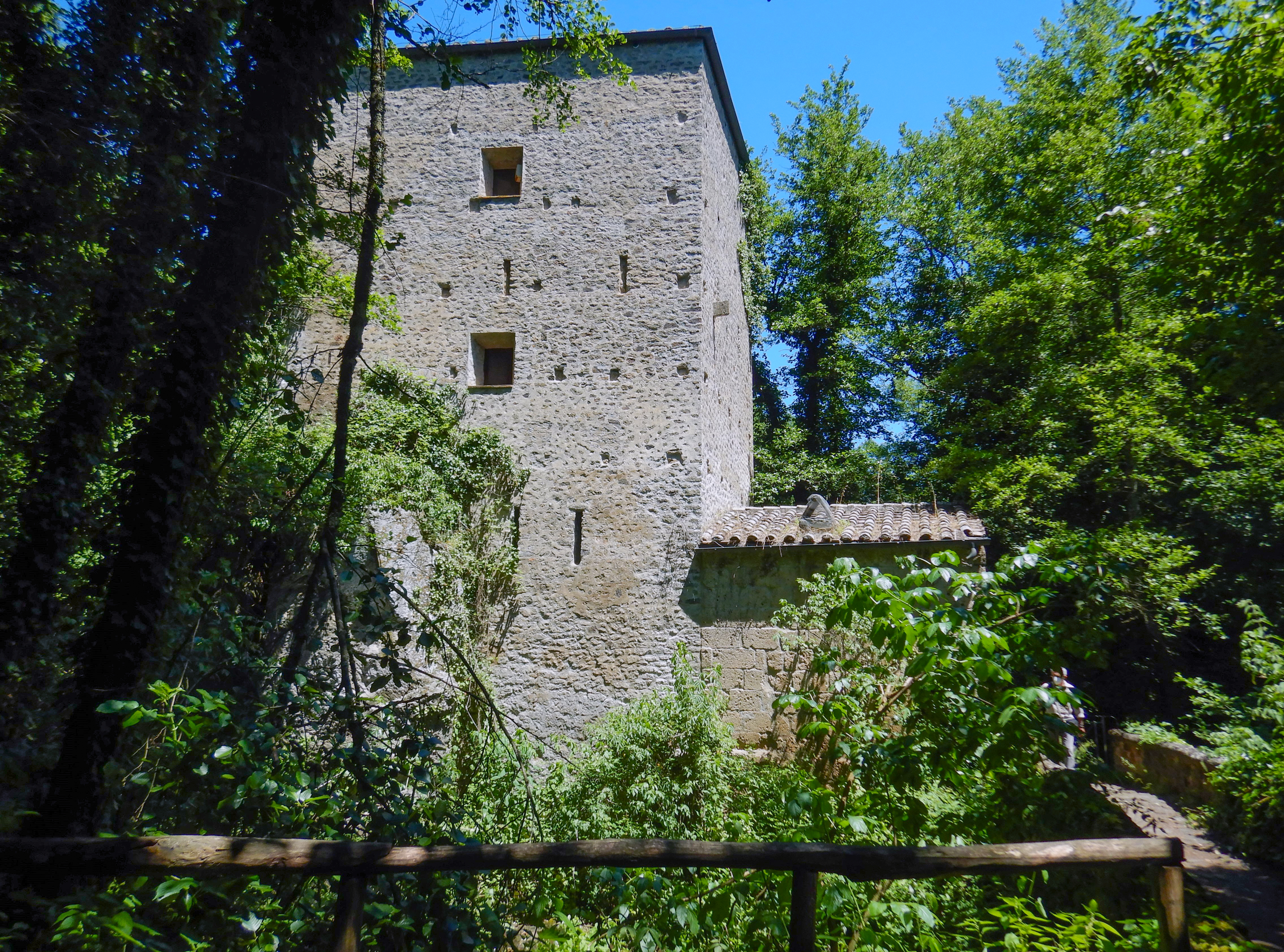
La Mola di Monte Gelato vista da sud

Il mulino ad acqua, che insiste sulle note cascate, venne realizzato nel 1830 dalla famiglia Del Drago, anche se probabilmente su preesistenze medievali.
Si può ammirare una torre a tre piani (l’ultimo è moderno) con annesso avancorpo più basso e un muraglione con alcune chiuse per regolare il flusso delle acque. La molitura avveniva nel piano inferiore, mentre l’ingresso era forse al primo piano, tramite un ponte di legno collegato alla torretta.
La mola è rimasta in uso fino ai primi anni ‘60 e dopo un periodo di abbandono negli anni ‘90 è stata acquistata e restaurata dal Parco regionale Valle del Treja.

## Monte Gelato nel cinema
Le cascate di Monte Gelato sono state prescelte come set per riprese in diverse pellicole del cinema italiano. Tra il 1950 e il 1973 qui sono infatti state girate scene di 97 film, in particolare di genere peplum, western e western comico; questo luogo è ricordato come una delle locations del film Lo chiamavano Trinità.

## Visita
Il sito è facilmente raggiungibile a piedi e in auto (nell’area del Castellaccio c'è un parcheggio). Monte Gelato è collegato con i percorsi della Via Francigena e con i sentieri 001 e 021 del Parco regionale Valle del Treja.
L'edificio del mulino oggi ospita un punto informativo con pannelli e plastici ricostruttivi, che illustrano il funzionamento del vecchio mulino e forniscono informazioni sulla storia e la natura del territorio.